# George Balch Nevin
George Balch Nevin (15 de marzo de 1859 - 17 de abril de 1933) fue un compositor y empresario estadounidense. Miembro de la familia musical Nevin, sus primos fueron los compositores Ethelbert y Arthur Nevin; su hijo, Gordon Balch Nevin, también se convirtió en compositor. Su hermano, David W. Nevin, fue alcalde de Easton, Pensilvania, de 1912 a 1920.
Nevin nació en Shippensburg, Pensilvania, y pasó la mayor parte de su vida en la ciudad de Easton. Su producción consistió principalmente en cantatas e incluyó obras como La corona de la vida y La encarnación; También era conocido por su composición del poema de Sidney Lanier «A Ballad of Trees and the Master», y también escribió varios himnos. Helen Tretbar tradujo al menos una de sus canciones («Ho! Fill Me a Flagon!») al alemán. Durante casi treinta años, además de componer, dirigió un negocio mayorista de papel.
Nevin también fue historiador y conferencista y, en ocasiones, daba conferencias sobre temas relacionados con la historia de la música en sociedades históricas locales. Algunos de ellos han sobrevivido en forma manuscrita.
Nevin murió en 1933.